# Sud Aviation Vautour II
Сюд Авиасьон SO-4050 «Вотур» II (фр. Sud Aviation SO-4050 Vautour II) — французский многоцелевой боевой самолёт, выпускавшийся в модификациях перехватчика, бомбардировщика и штурмовика. Совершил первый полёт 16 октября 1952 года. Всего построено 149 самолётов (включая прототипы и предсерийные). Состоял на вооружении ВВС Франции в 1958—1979 годах, поставлялся на экспорт в Израиль, в составе ВВС которого применялся в Шестидневной войне (1967) и Войне на истощение.

## Варианты
- S.O. 4050-01 : двухместный всепогодный истребитель-прототип с двумя турбореактивными двигателями Atar 101B мощностью 23,5 кН (5291 фунт). Первый полет состоялся 16 октября 1952 года. Построен один экземпляр.
- S.O. 4050-02: одноместный прототип штурмовика с двумя турбореактивными двигателями Atar 101D мощностью 27,6 кН (6217 фунтов). Первый полет состоялся 16 декабря 1953 года. Построено 1 шт.
- S.O. 4050-03 : Прототип двухместного бомбардировщика, оснащенный двумя Турбореактивными двигателями Armstrong Siddeley Sapphire . Первый полет состоялся 5 декабря 1954 года. Построен один.

Vautour выпускался в трёх основных вариантах, которые на 90% совпадали:
- IIA: одноместный дальний штурмовой самолет, вооруженный пушками и бомбами (размещенными внутри или на четырех подкрыльевых пилонах)
- IIN: двухместный всепогодный перехватчик с радаром DRAC-25AI или DRAC-32AI в носовой части, пилот и второй пилот в тандемных креслах, вооружённый пушкой, ракетами «воздух-воздух» и (теоретически) неуправляемыми ракетами. Позднее обозначение было изменено на II-1N.
- IIB: двухместный бомбардировщик с остекленной носовой частью для бомбардира/наблюдателя, заменяющей пушечный отсек, с внутренними бомбами и бомбами на подкрыльевых пилонах.

Некоторые самолёты IIB были переоборудованы для выполнения различных специализированных задач, в основном для разведки (IIBR и IIBN), радиоэлектронной борьбы и, в конечном итоге, для буксировки мишеней (IIB-TT).

### Производство
Общий объем производства составил 149 самолетов, распределенных следующим образом:
- Прототипы: 3
- Подготовка к производству: 6
- IIA: 30 (13 для Франции, 17 для Израиля)
- IIB: 40 (36 для Франции, 4 для Израиля)
- IIN: 70 (63 для Франции, 7 для Израиля)

## Тактико-технические характеристики

Vautour IIN

### Технические характеристики
Приведённые данные соответствуют модификации «Вотур» IIA.
- Экипаж: 1 человек
- Длина: 15,57 м
- Размах крыла: 15,10 м
- Высота: 4,94 м
- Площадь крыла: 45 м²
- Масса пустого: 10 000 кг
- Масса снаряжённого: 17 500 кг
- Масса максимальная взлётная: 21 000 кг
- Двигатель: SNECMA «Атар» 101E-3 (2×34,3 кН)

### Лётные характеристики
- Максимальная скорость у земли: 1100 км/ч
- Дальность полёта: 5400 км
- Практический потолок: 15 200 м
- Скороподъёмность: 60 м/с (3600 м/мин)
- Удельная нагрузка на крыло: 403 кг/м²
- Тяговооружённость: 0,4

### Вооружение
- Пушки: 4×30 мм (DEFA), боекомплект — 100 сн/ствол
- Во внутреннем отсеке может быть размещено до 2725 кг бомб, НАР (116×68 мм), 2 ПТБ
- На 4 подкрыльевых пилонах может быть размещено до 4000 кг бомб
- Практическая боевая нагрузка — 4400 кг

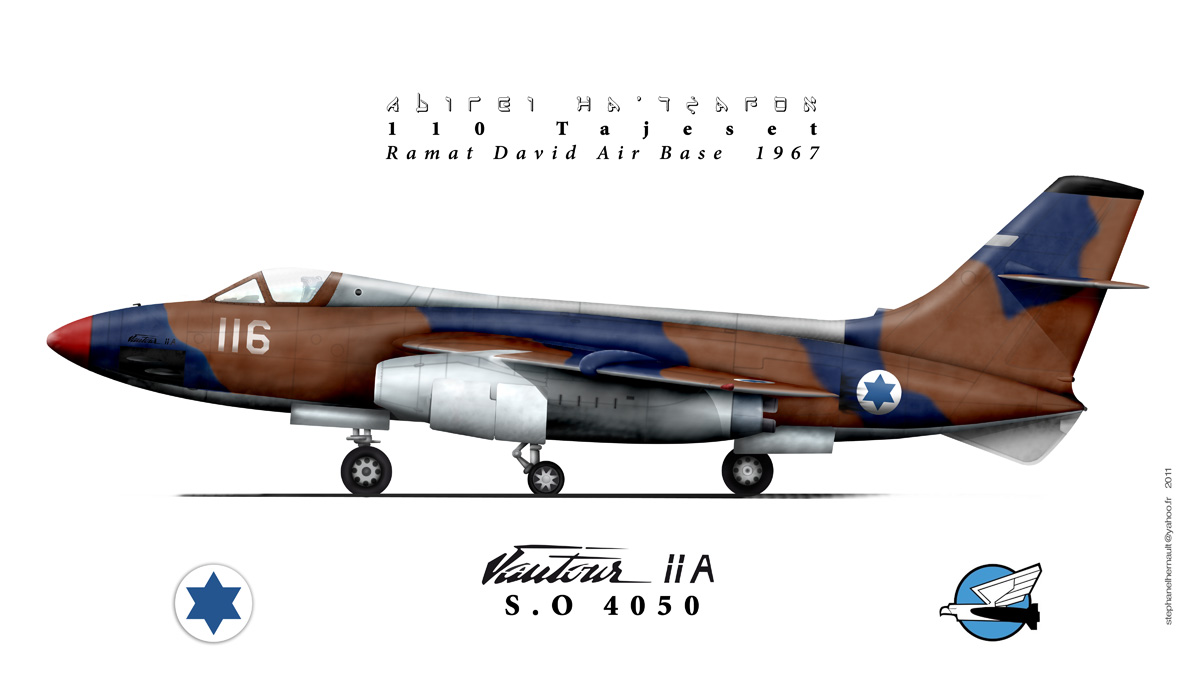
Vautour A
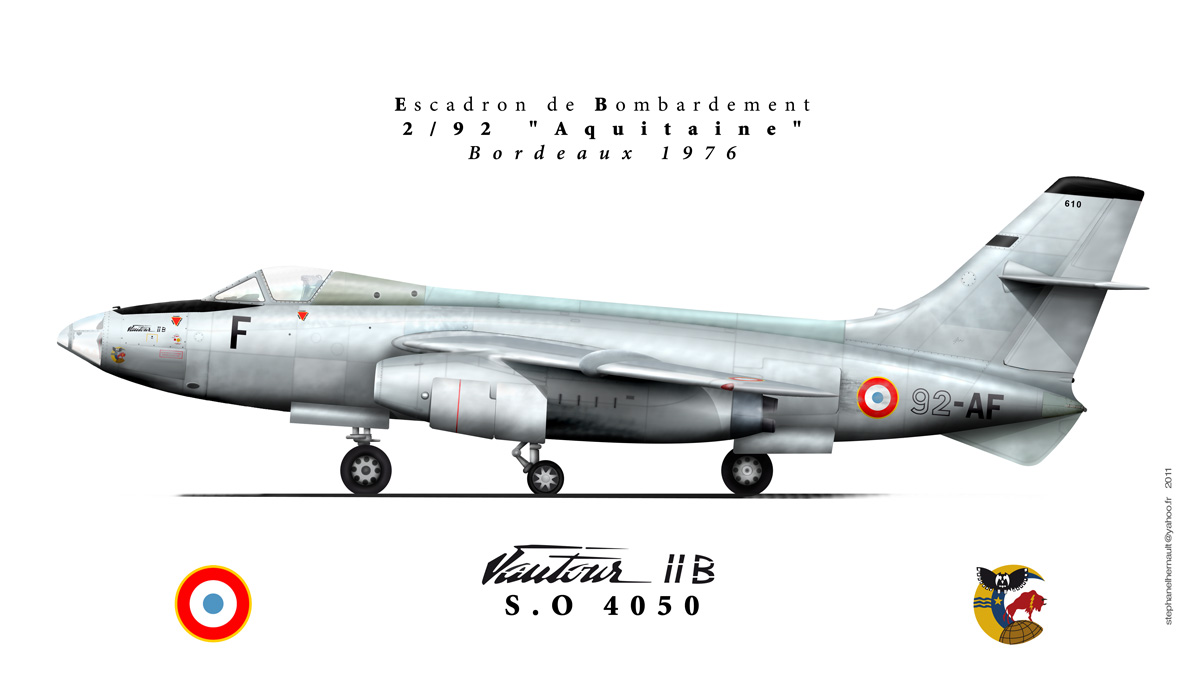
Vautour B
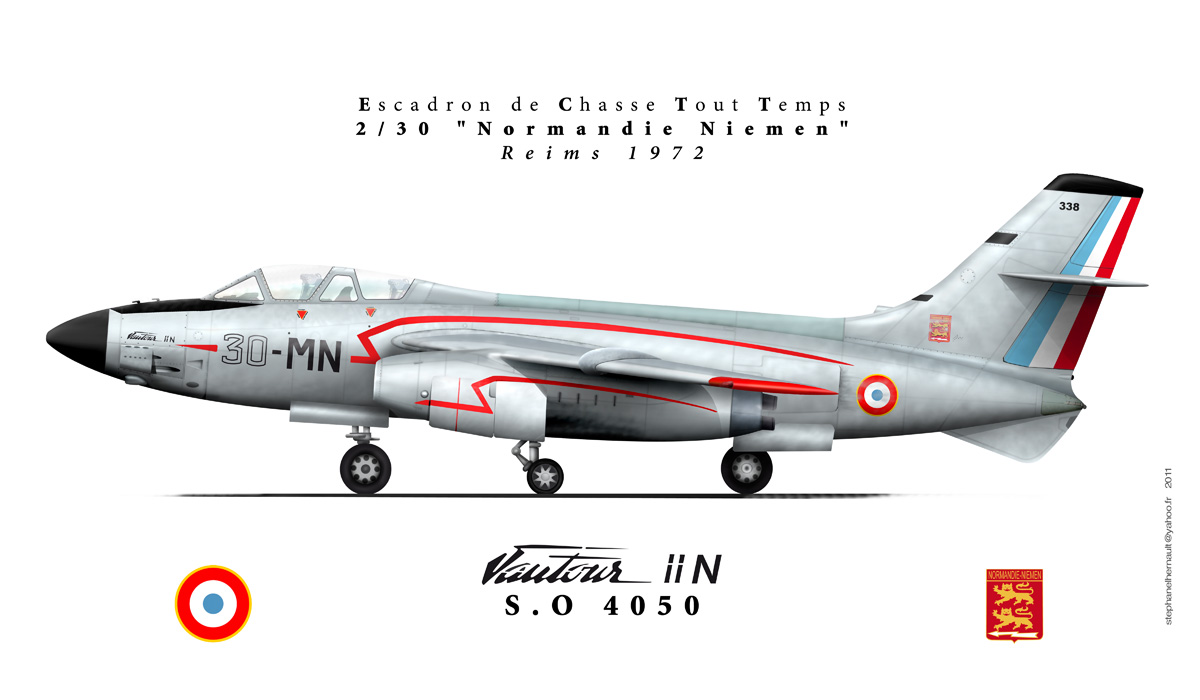
Vautour N